# Quando la bici è arte
Quando la bici è arte è un libro scritto dal giornalista Rino Negri, pubblicato dalla casa editrice Landoni nel 1985.

## Contenuti
Il libro racconta la storia del costruttore di biciclette Ernesto Colnago, che ha contribuito a migliorare e a diffondere uno tra i mezzi di trasporto più popolare creati dall'uomo.
Il libro contiene foto storiche che legano il famoso costruttore ad alcuni dei più celebrati campioni del pedale che hanno contribuito, insieme a Colnago, a scrivere la storia del ciclismo mondiale. Sono presenti, inoltre, le tavole tecniche originali con le geometrie delle varie biciclette utilizzate dai vari campioni, nonché numerose foto relative ai molteplici modelli storici: vere e proprie opere d'arte da corsa prodotte da Colnago.